# Hadosztály

A NATO térképészeti jelölése a baráti hadosztályra

A hadosztály általában 2-4 dandárból vagy ezredből álló harcászati katonai egység, a legkisebb önálló hadműködésekre képesített seregrész. Többek között gyalogsági, páncélos, repülő hadosztályok léteznek, az első és a második világháborúban lovassági hadosztályok is működtek. Parancsnoka általában vezérőrnagy, ritkábban ezredes. Általában több (3-5) hadosztály egy hadtestet alkot.

## Az első világháborúban
A gyaloghadosztály az első világháborúban az alábbiakból állt: parancsnokság, 14–15 gyalog (vadász-) zászlóalj, 3-4 lovas-század, egy ütegosztály, egy vonatszázad, a törzscsapatok, egy vagy több utász-század, továbbá a hadosztály-lőszertelep, egy gyalog egészségügyi intézet, és két tábori élelmező oszlop. Egy-egy gyalog hadosztály 11–15 ezer gyalogharcossal, 400–600 lovassal és 24 ágyúval vonult a hadszíntérre, élelmezési létszáma mintegy 16 000 ember és 2400 ló.

## A második világháborúban
A kötelékükben 10-18 000 katona, és a feltöltöttségtől függően 150-200 harckocsi, valamint más harci jármű volt. A felszerelésüket és felépítésüket a feladatuk határozta meg (gyalog-, páncélos, páncélgránátos, hegyivadász stb. hadosztályok).
Működésüket különböző alakulatok biztosították (híradó, a hadtáp, egészségügyi stb. alakulatok).

## A Magyar Néphadsereg hadosztályai 1961-1987 között
1961-ben a MN 5. Hadsereg létrehozása után kialakítottak első és második lépcsős alakulatokat. Két fő támadási irányt állapítottak meg a számukra. A Duna-völgyén keresztül Ausztrián és Németországon keresztül kellett volna nyugatra törniük, illetve délnyugati irányban Olaszország felé.
Az első lépcsős hadosztályok a kiskunfélegyházi MN 7. Gépkocsizó Lövészhadosztály, zalaegerszegi MN 8. Gépkocsizó Lövészhadosztály, kaposvári MN 9. Gépkocsizó Lövészhadosztály és a tatai elhelyezésű MN 11. Harckocsi Hadosztály voltak. A második lépcsős hadosztályok hosszabb készenlétű, ill. kisebb százalékban feltöltött alakulatokból tevődtek össze. Ezek pedig a gyöngyösi MN 4. Gépkocsizó Lövészhadosztály és nyíregyházi MN 15. Gépkocsizó Lövészhadosztály.
1973-ig gépkocsizó lövész megnevezést alkalmaztak, amit később a PSZHk elterjedésével gépesített lövészekké minősítettek át.
Egy gépesített lövészhadosztály állt: 3 db gépesített lövészezredből, harckocsi ezredből, tüzérezredből, légvédelmi tüzérezredből, páncéltörő tüzérezredből, műszaki utász zászlóaljból, harcászati rakétaosztályból, komendáns zászlóaljból, híradó zászlóaljból, felderítő zászlóaljból, egészségügyi zászlóaljból, rádiófelderítő századból, javító zászlóaljból.
A harckocsi hadosztály ugyanígy épült fel, kivéve, hogy 3 db harckocsiezred és 1 db gépesített lövészezred volt a fő harcoló alakulatok megoszlása. Ezt a felépítést az 1987-ben bevezetett RUBIN-feladat váltotta fel, ami a zászlóalj-ezred-hadosztály-hadsereg felépítést, zászlóalj-dandár-hadtest-hadseregre változtatta.